# Mia Ziercke
Mia Malin Ziercke (* 31. Dezember 2003 in Minden) ist eine deutsche Handballspielerin, die für den deutschen Erstligisten HSG Bensheim/Auerbach aufläuft.

## Karriere

### Im Verein
Ziercke begann das Handballspielen im Jahr 2010 beim SC Petershagen. Sechs Jahre später wechselte Ziercke zum HSV Minden-Nord, mit dem sie 2017 und 2018 Westfalenmeister und 2018 Westdeutscher Vizemeister wurde. Im Jahr 2019 wechselte die Außenspielerin in die Jugendabteilung der HSG Blomberg-Lippe. Bei der HSG Blomberg-Lippe lief sie für die A-Jugend in der A-Juniorinnen Bundesliga sowie für die 2. Mannschaft in der 3. Liga auf. Mit der A-Jugend wurde sie 2022 deutsche Vizemeisterin.
Ziercke bestritt am 9. Februar 2022 ihr Bundesligadebüt gegen den TSV Bayer 04 Leverkusen. In der Saison 2022/23 gehörte sie fest dem Bundesligakader der HSG an. Anschließend wechselte sie zum Ligakonkurrenten HSG Bensheim/Auerbach.

### In Auswahlmannschaften
Ziercke lief für die Westfalenauswahl auf, mit der sie 2019 die Silbermedaille beim Deutschland-Cup gewann. Ziercke nahm mit der deutschen Juniorinnennationalmannschaft an der U-20-Weltmeisterschaft 2022 teil und belegte den siebten Platz. Sie erzielte im Turnierverlauf 16 Treffer.

## Privates
Ihre Eltern Anika Ziercke und Aaron Ziercke spielten ebenfalls Handball.